# Acraea pentapolis
Acraea pentapolis är en fjärilsart som beskrevs av Ward 1871. Acraea pentapolis ingår i släktet Acraea och familjen praktfjärilar. Inga underarter finns listade i Catalogue of Life.